# Raïon d'Acha
Le raïon d'Acha (en russe : Ашинский район, Achinski raïon) est une subdivision administrative de l'oblast de Tcheliabinsk, en Russie. Son centre administratif est la ville d'Acha.

## Géographie
Situé dans l'Oural, c'est le raïon le plus à l'ouest de l'oblast.

## Histoire
Sa création remontre au 12 novembre 1960.

## Administration
Le raïon d'Acha est subdivisé en neuf municipalités regroupant un total de 23 localités.
| № | Municipalité                 | Centre       | Nombre de localité | population (2002) |
| - | ---------------------------- | ------------ | ------------------ | ----------------- |
| 1 | Municipalité d'Acha          | Acha         | -                  | 33926             |
| 2 | Municipalité de Mniar        | Mniar        | 1                  | 11251             |
| 3 | Municipalité de Sim          | Sim          | 2                  | 16504             |
| 4 | Municipalité de Kropatchievo | Kropatchievo | -                  | 5290              |
| 5 | Municipalité de Bianka       | Bianka       | 1                  | 281               |
| 6 | Municipalité de Ieral        | Ieral        | 3                  | 1086              |
| 7 | Municipalité de Iliek        | Iliek        | 2                  | 357               |
| 8 | Municipalité de Totchilni    | Totchilni    | 3                  | 254               |
| 9 | Municipalité d'Ouk           | Ouk          | 9                  | 2012              |